# Bezirk Wedding
Der Bezirk Wedding (ⓘ) war ein Verwaltungsbezirk von Berlin, der 1920 gegründet wurde und im Rahmen der Verwaltungsreform am 1. Januar 2001 im Bezirk Mitte aufging. Danach wurde das Gebiet des ehemaligen Bezirks in die beiden Ortsteile Wedding und Gesundbrunnen aufgeteilt.

## Lage
Im Westen grenzte der Bezirk an den Bezirk Charlottenburg, im Norden an den Bezirk Reinickendorf, im Nordosten an den Bezirk Pankow, im Osten an den Bezirk Prenzlauer Berg, im Südosten an den alten Bezirk Mitte und im Südwesten an den Bezirk Tiergarten.

## Geschichte

### Vorgeschichte und Gründung
Der Bezirk Wedding entwickelte sich im Wesentlichen aus drei Siedlungskernen. Die landwirtschaftlichen Ansiedlungen um das Vorwerk Wedding, die Kur- und Parkanlagen am Friedrichs-Gesundbrunnen, dem späteren Luisenbad und einigen kleineren Kolonistenansiedlungen.
Urkundlich wurde Wedding bereits im Jahr 1251 als Dorf genannt. Eine Urkunde von Markgraf Otto III. und Johann I. stellte fest, dass „unser getreuer Friedrich von Kare, Kriegsmann, eine Mühle im Gebiet des Dorfes, welches Weddinge hieß, am Flusse namens Pankowe erbaut“ hatte. Bald aber fiel das Dorf wüst. Bereits 1289 ging das Lehnsgut an die Stadt Berlin über, Otto V. wollte sich damit bei der Stadt für Dienste bedanken.
Die Stadt nutzte das Lehnsgut landwirtschaftlich, beziehungsweise verpachtete es. Der erste Siedlungskern des späteren Bezirks entstand zu Beginn des 17. Jahrhunderts mit dem Vorwerk Wedding. Nachdem sie dieses länger verpachtet hatte, kaufte sie alle Rechte 1817 zurück. Da nun der Stadt Berlin der größte Teil des Landes im späteren Bezirk gehörte, konnte sie hier schnell parzellieren und die einzelnen Grundstücke zur späteren Entwicklung weiter verkaufen.
Am 1. Januar 1861 wurden die bis dahin zum Kreis Niederbarnim gehörenden Ortschaften Wedding und Gesundbrunnen nach Berlin eingemeindet. Sie bildeten fortan unter der Bezeichnung Wedding und Gesundbrunnen den amtlichen Stadtteil Nr. 16, später Nr. 24. Zu diesem Zeitpunkt hatte das Gebiet 14.692 Einwohner.
Zum Ende des 19. Jahrhunderts entwickelten sich Wedding und Gesundbrunnen durch die anhaltende Landflucht und neue Großbetriebe wie der AEG, Osram oder Rotaprint zu einem dicht bebauten Arbeiterbezirk. Dicht gedrängt lebten die Arbeiter in Gründerzeitvierteln in sogenannten Mietskasernen. Die Mietskaserne Meyers Hof in der Ackerstraße galt als einzigartiges Beispiel für extrem komprimierte und spekulative Bebauung. Die Bevölkerung von Wedding und Gesundbrunnen stieg von 16.668 im Jahr 1867 bis auf 240.662 Einwohner im Jahr 1910.
Im Jahr 1915 wurde ein an Wedding angrenzender Teil des Gutsbezirks Plötzensee eingemeindet. Am 1. Oktober 1920 wurde durch das Groß-Berlin-Gesetz aus Wedding, Gesundbrunnen sowie Teilen der Oranienburger Vorstadt und der Rosenthaler Vorstadt der 3. Verwaltungsbezirk von Groß-Berlin mit nunmehr 337.193 Einwohnern gebildet. Der Bezirk, der nicht in amtliche Ortsteile gegliedert wurde, erhielt den Namen Wedding.

### Arbeiter und frühe Arbeiterbewegung
Die beginnende Industrialisierung sorgte dafür, dass im Wedding vor allem Lohnarbeiter, Handwerker und Kleingewerbetreibende wohnten. Diese bildeten eine Keimzelle der Arbeiterbewegung. Das politische und soziale Leben im 19. Jahrhundert war von der SPD und ihren Vorgänger- und Vorfeldorganisationen dominiert. Im Wedding verbreiteten sich Gewerkschaften und Arbeiter-, Sport- und Sängervereine. Der Wedding gehörte (zusammen mit Moabit und der Oranienburger Vorstadt) zum Berliner Wahlkreis VI, der bei der Reichstagswahl 1877 mit Wilhelm Hasenclever erstmals überhaupt einen Sozialdemokraten in den Reichstag entsandte. Weitere bedeutende Sozialdemokraten, die über den Wahlkreis VI in den Reichstag einzogen, waren Wilhelm Pfannkuch und 1890 Wilhelm Liebknecht. Auf Liebknecht folgte nach dessen Tod 1900 Georg Ledebour, der spätere Gründer der USPD.
Als Gegenbewegung zur sozialistischen Arbeiterschaft engagierten sich auch christliche und kaisertreue Arbeitervereine, die versuchten, durch soziale Arbeit die Arbeiter an das Kaiserreich zu binden. Es entstanden soziale Einrichtungen und später auch Wohnsiedlungen. 1865 gründete Wilhelm Boegehold, Pfarrer der St. Elisabeth Gemeinde, das Lazarus-Kranken- und Diakonissenhaus, das unter anderem vom Industriellen Louis Schwartzkopff mit hohen Geldbeträgen gefördert wurde. An der Müllerstraße gründete der Pfarrer Carl Schlegel 1876 das Paul-Gerhardt-Stift. Zu den Personen, die sich in diesen Jahrzehnten in verschiedenen Rollen und Aufgaben immer wieder im Wedding in der christlichen und staatsnahen Armenfürsorge engagierten, gehörten neben den Pfarrer und Schwartzkopff auch Adolf Stoecker, Gründer der Stadtmission und Politiker, Constantin Liebich und die Architekten Heinrich Theising und Ernst Schwartzkopff.

### 1920–1945

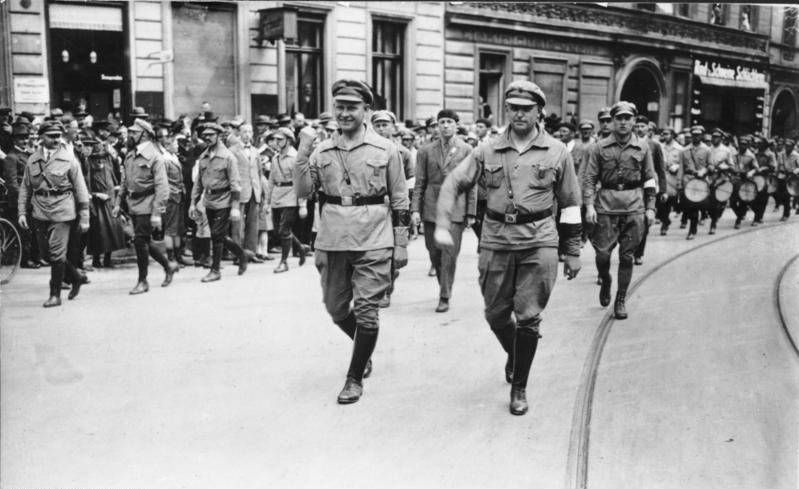
3. Reichstreffen des Roten Frontkämpferbundes 1927 beim Schillerpark

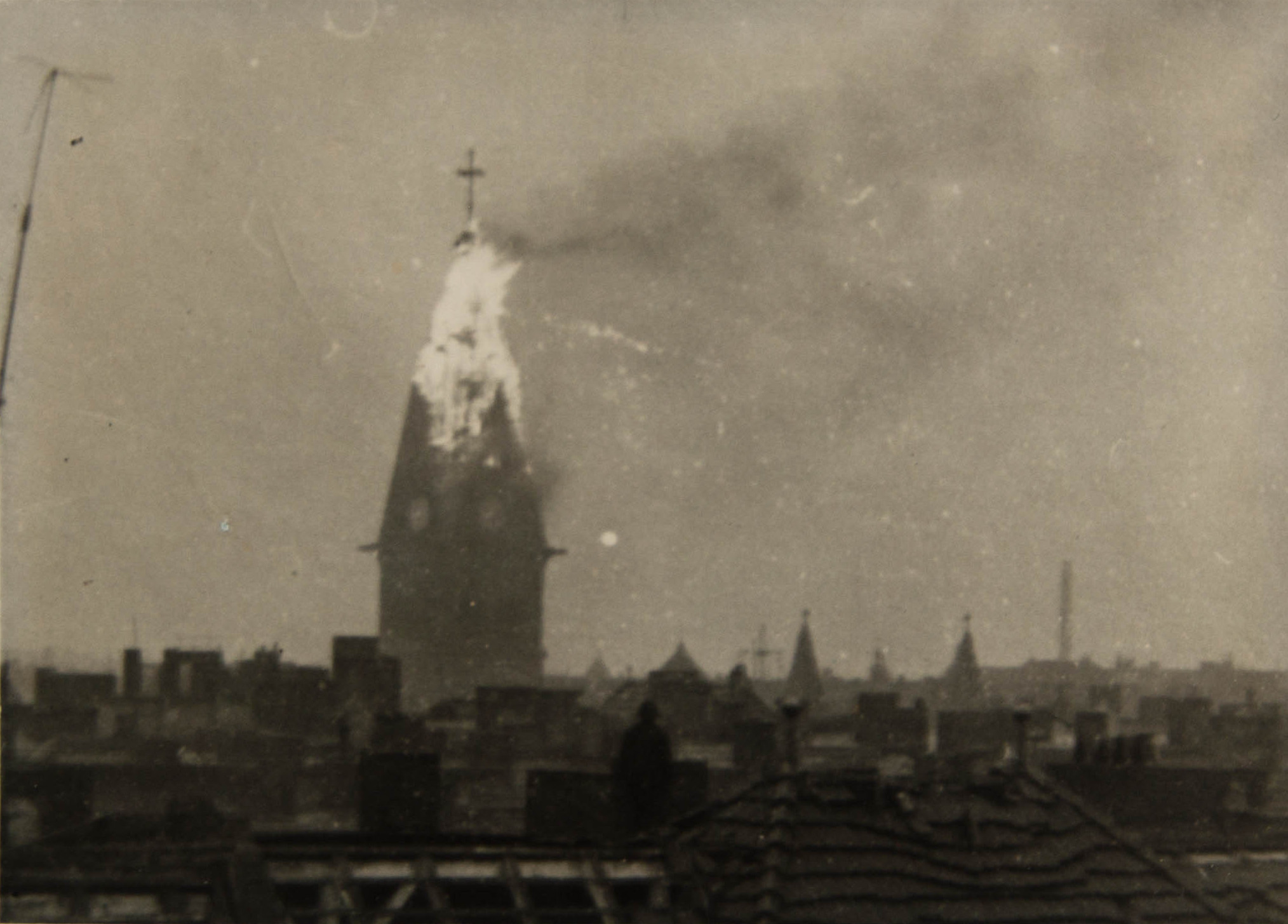
Brennende Kapernaumkirche nach einem Bombenangriff 1944.

Die U-Bahn-Linie C (die heutige Linie U6) wurde 1923 in Betrieb genommen, die vom Bahnhof Seestraße zum Halleschen Tor in Kreuzberg führte. 1930 folgte die Eröffnung der U-Bahn-Linie D (die heutige Linie U8), die vom Bahnhof Gesundbrunnen zum Bahnhof Leinestraße in Neukölln führte.
Die Industrialisierung prägte den Wedding. In keinem anderen Bezirk Berlins zu der Zeit war der Anteil der Arbeiter so hoch. 50 bis 60 Prozent der Bewohner des Weddings waren zu dieser Zeit Arbeiter. Wichtigster Arbeitgeber war die AEG mit 57.000 Beschäftigten allein im Wedding, gefolgt von der Bergmann Elektrizitätsgesellschaft (10.000 Arbeiter), der Dr. Paul Meyer AG (Metallverarbeitung, 3.000 Arbeitsplätze), den Schokoladenfabrikanten Theodor Hildebrand & Sohn (2.500 Arbeitnehmer), den Kuchenproduzenten Gebrüder Stollwerck (1.500 Arbeitnehmer), der Berliner Maschinenbau AG (700 Mitarbeiter), Berlins größter Bäckerei, Wittler (350 Arbeitnehmer), sowie der Schering AG.
In der Zeit der Weimarer Republik war der Wedding auch eine Hochburg der Arbeiterparteien und als „Roter Wedding“ bekannt. SPD und KPD hatten hier Wählerhochburgen. Die KPD erreichte bei der Reichstagswahl 1932 mit 47,9 % im Wedding ihr bestes Wahlergebnis ihres Bestehens. Selbst bei der Reichstagswahl im März 1933 hatte die KPD im Bezirk das beste Wahlergebnis aller Parteien. Der Organisationsgrad von SPD und KPD im Wedding war hoch. So waren im Wedding neben der KPD beispielsweise auch der Kommunistische Jugendverband, der Revolutionäre Gewerkschaftsbund und der Rote Frontkämpferbund aktiv. Beide Parteien und andere linke Gruppen veranstalteten Aufmärsche, Versammlungen und Agitprop. Die Fenster zahlreicher Häuser waren mit der roten (kommunistisch; KPD) beziehungsweise schwarz-rot-goldenen (republikanisch; SPD) Fahne geschmückt. Ab dem 1. Mai 1929 kam es zu blutigen Zusammenstößen zwischen Polizei und Demonstranten, die als Blutmai bekannt wurden. Bei den mehrtägigen Auseinandersetzungen rund um die Kösliner Straße kamen 19 Arbeiter und Arbeiterinnen ums Leben, 250 wurden verletzt. Ein Gedenkstein an der Ecke Wiesen-/Uferstraße erinnert heute daran.
Bei der Wahl zum 8. Deutschen Reichstag kamen am 5. März 1933 die wenigsten Stimmen aller Berliner Bezirke für die NSDAP (25,9 %) zusammen. Die KPD hingegen kam auf 39,2 %. Die SPD kam auf 22,8 % (Statistik-Berlin). An diesen Ergebnissen zeigt sich unter anderem, warum der damalige Arbeiterbezirk auch „Roter Wedding“ genannt wurde.
Im Laufe der NS-Diktatur wurden auf Betreiben von Goebbels im Wedding gezielt überzeugte Nationalsozialisten angesiedelt, um das linke Milieu aufzumischen. Während der vereinzelt geflogenen russischen Luftangriffe auf Berlin soll es in den Luftschutzkellern zu Streitigkeiten zwischen KP-treuen und NS-hörigen Schutzsuchenden gekommen sein, so dass seitens der örtlichen Polizei eingegriffen werden musste. Seitdem Deutschland mit der Sowjetunion im Kriegszustand war, wurden im Wedding und in der Hasenheide vermehrt kommunistische Parolen an Zäunen und Hauswänden vorgefunden. Diese Beschriftungen waren nur in aller Frühe zu sehen, sie wurden nachts gemalt. Dagegen wurde staatlicherseits eine Art Übermaltruppe installiert, die allmorgendlich die Graffiti überpinselte. Im Wedding sollen in dieser Zeit nach Angaben von Howard K. Smith mindestens zwei Bierlokale existent gewesen sein, wo sich die Arbeiter in den Hinterzimmern statt mit dem Hitlergruß mit der geballten Faust begrüßten.
1938 kam es in Berlin zu einer Reform der Bezirksgrenzen. Gebietsteile der Nachbarbezirke Charlottenburg und Pankow kamen neu zum Bezirk Wedding. Die Bevölkerung des Bezirks wuchs hierdurch um 11.047 Einwohner und die Fläche nahm um 238 Hektar zu.
Im Zweiten Weltkrieg erlitt der Bezirk schwere Schäden. Nachdem 1945 bei der Schlacht um Berlin die Schul-, See- und Badstraße tagelang die Hauptkampflinie bildeten, waren zum Ende des Krieges rund ein Drittel der Weddinger Gebäude zerstört oder schwer beschädigt.
Die Zahl der ermordeten Weddinger Juden ist nicht bekannt. Aber nach Angaben der Bezirksverwaltung von 1947 wurden mindestens 358 Männer, 265 Frauen und 49 Kinder, also 672 Personen aus „rassistischen“ Gründen Opfer des Faschismus. Weiterhin starben nachweisbar 98 Weddinger wegen ihres Widerstands gegen den Nationalsozialismus. Mehr als 1367 Menschen wurden wegen Widerstandes inhaftiert und waren wegen Vorbereitung zum Hochverrat, Landesverrat, Wehrkraftzersetzung, Heimtücke oder Führerbeleidigung angeklagt worden. Neben den nachweisbaren Fällen gibt es viele weitere.

### Die Zeit nach 1945

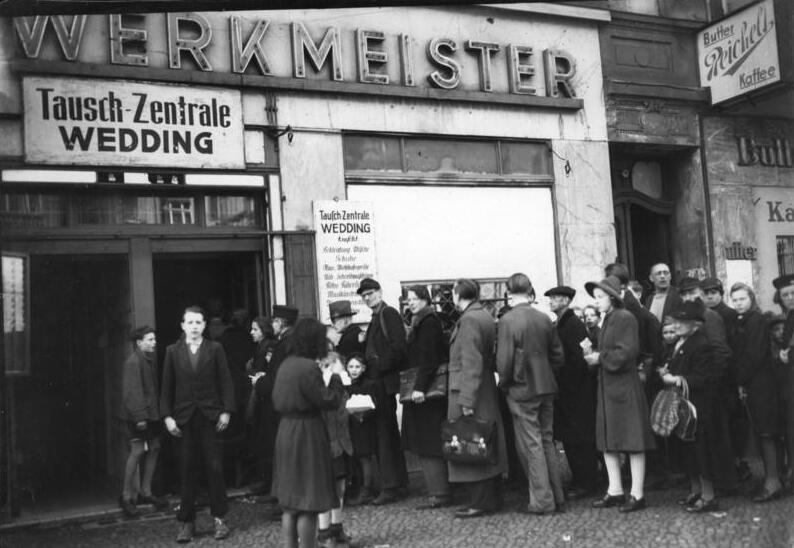
Andrang zur Tauschzentrale im Bezirk Wedding, 1947

Zusammen mit dem Bezirk Reinickendorf bildete der Bezirk Wedding von 1945 bis 1990 den Französischen Sektor von Berlin. 1955 erhielt der Bezirk sein Wappen. Es zeigt einen geflügelten Pfeil mit schwarzem Rand in rotem Schild, geziert von Mauerzinnen mit einem Berliner Wappenschild.
Die 1950er und 1960er Jahre waren geprägt vom Wiederaufbau. Damit verbunden war die Errichtung zahlreicher neuer Wohnbauten etwa in der Ernst-Reuter-Siedlung, die auf den Abriss vieler Mietskasernen oder deren Resten folgte, darunter auch Meyers Hof. 1956 wurde die Verlängerung der U-Bahn-Linie C vom Bahnhof Seestraße bis zum Kurt-Schumacher-Platz in Betrieb genommen. 1961 wurde die U-Bahn-Linie G (heute: Linie U9) eröffnet, die eine direkte Verbindung vom Leopoldplatz zur westlichen City schuf. 1976 wurde diese Linie vom Leopoldplatz bis zum Bahnhof Osloer Straße verlängert. 1977 wurde auch die U-Bahn-Linie 8 von Gesundbrunnen bis Osloer Straße verlängert.
Mit der Freigabe des Abschnitts Jakob-Kaiser-Platz–Seestraße wurde der Bezirk 1973 von der Berliner Stadtautobahn erreicht. In den 1980er Jahren wurden etliche industrielle Produktionsstätten aufgegeben (AEG und Osram) oder gingen in Konkurs (Rotaprint).
Im Rahmen der Verwaltungsreform wurde der Bezirk Wedding zum 1. Januar 2001 mit den Bezirken Tiergarten und Mitte zum neuen Bezirk Mitte zusammengeschlossen. Damit einher ging die Aufteilung des ehemaligen Bezirks Wedding entlang einer Linie Reinickendorfer Straße – Chausseestraße in die beiden amtlichen Ortsteile Wedding westlich dieser Linie und Gesundbrunnen östlich der Linie.

## Einwohnerentwicklung
Die Einwohnerstruktur des ehemaligen Bezirks Wedding war von Migranten und Personen mit geringem Einkommen geprägt.

Einwohnerentwicklung des Bezirks Wedding von 1925 bis 2000 nach nebenstehender Tabelle

| Jahr | Einwohner |
| ---- | --------- |
| 1925 | 351.798   |
| 1933 | 332.146   |
| 1939 | 325.099   |
| 1946 | 234.854   |
| 1950 | 243.512   |
| 1955 | 232.848   |
| 1960 | 223.189   |
| 1965 | 203.127   |

| Jahr | Einwohner  |
| ---- | ---------- |
| 1970 | 179.604    |
| 1975 | 0152.616 1 |
| 1980 | 0135.792 1 |
| 1985 | 0136.702 1 |
| 1987 | 151.647    |
| 1990 | 164.900    |
| 2000 | 158.380    |

## Wahlen zur Bezirksverordnetenversammlung
Stimmenanteile der Parteien in Prozent:
| Jahr                                                   | KPD  | USPD | SPD  | DVP  | DNVP | DDP¹ | Zen  | NSDAP |
| ------------------------------------------------------ | ---- | ---- | ---- | ---- | ---- | ---- | ---- | ----- |
| 1921                                                   | 15,6 | 32,7 | 20,2 | 07,8 | 13,0 | 03,8 | 03,0 |       |
| 1925                                                   | 33,0 | 01,1 | 36,8 | 02,5 | 12,8 | 06,0 | 02,7 |       |
| 1929                                                   | 40,6 |      | 30,1 | 02,6 | 10,8 | 03,7 | 02,9 | 03,1  |
| 1933                                                   | 29,9 |      | 24,0 |      | 07,6 | 01,1 | 03,7 | 32,6  |
| ¹ ab 1930: Umbenennung in Deutsche Staatspartei (DStP) |      |      |      |      |      |      |      |       |

| Jahr                                                                       | SPD  | SEW/PDS¹ | CDU  | FDP² | Grüne³ |
| -------------------------------------------------------------------------- | ---- | -------- | ---- | ---- | ------ |
| 1946                                                                       | 53,1 | 23,5     | 17,6 | 05,9 |        |
| 1948                                                                       | 74,8 |          | 16,0 | 09,2 |        |
| 1950                                                                       | 53,8 |          | 22,1 | 13,7 |        |
| 1954                                                                       | 57,2 | 04,3     | 23,6 | 07,9 |        |
| 1958                                                                       | 63,3 | 03,0     | 28,4 | 02,6 |        |
| 1963                                                                       | 72,3 | 01,9     | 21,3 | 04,4 |        |
| 1967                                                                       | 67,8 | 02,8     | 24,1 | 04,2 |        |
| 1971                                                                       | 61,3 | 2,6      | 30,1 | 05,4 |        |
| 1975                                                                       | 50,1 | 02,0     | 38,0 | 04,9 |        |
| 1979                                                                       | 50,5 | 01,3     | 38,7 | 05,6 | 03,7   |
| 1981                                                                       | 44,6 |          | 42,8 | 03,8 | 07,5   |
| 1985                                                                       | 43,6 |          | 41,5 | 02,6 | 09,9   |
| 1989                                                                       | 47,5 |          | 29,0 | 01,7 | 10,5   |
| 1992                                                                       | 39,5 | 01,3     | 26,6 | 04,3 | 13,1   |
| 1995                                                                       | 33,1 | 02,4     | 36,8 | 01,6 | 15,3   |
| 1999                                                                       | 32,2 | 06,0     | 41,7 | 01,3 | 09,9   |
| ¹ 1946–1958 SED, 1963–1979 SEW, 1992–1999 PDS ² bis 1948 LDP ³ bis 1989 AL |      |          |      |      |        |

## Bezirksbürgermeister
| Zeitraum  | Name                | Partei   |
| --------- | ------------------- | -------- |
| 1921–1933 | Carl Leid           | USPD/SPD |
| 1933–1945 | Rudolf Suthoff-Groß | NSDAP    |
| 1945      | Karl Schröder       |          |
| 1945–1946 | Hans Scigalla       | KPD/SED  |
| 1946–1956 | Walter Röber        | SPD      |
| 1956–1970 | Helmut Mattis       | SPD      |
| 1970–1981 | Horst Bowitz        | SPD      |
| 1981–1986 | Erika Heß           | SPD      |
| 1986–1994 | Jörg-Otto Spiller   | SPD      |
| 1994–2000 | Hans Nisblé         | SPD      |

## Städtepartnerschaften
Higashiōsaka Japan, seit 1959

 Lahn-Dill-Kreis, Hessen, seit 1961

 Holon, Israel, seit 1980 (freundschaftliche Beziehungen seit 1970)

 Bottrop, Nordrhein-Westfalen, seit 1983

 Frogn, Norwegen, seit 1995

 Shinjuku, Japen, seit 1994

 Tsuwano, Japen, seit 1995

 Tourcoing, Frankreich, seit 1995

 Fethiye, Türkei seit 1997

 Chaoyang, China, seit 2004

 Terézváros, Ungarn seit 2005

 Beyoğlu, Türkei seit 2008
Diese Partnerschaften bestehen mit dem Bezirk Mitte mit Ausnahme der Zweitgenannten fort, auf diese folgten freundschaftliche Beziehungen zum Lahn-Dill-Kreis.

## Söhne und Töchter Weddings
- Martha Arendsee (1885–1953), Politikerin und Frauenrechtlerin
- Leni Riefenstahl (1902–2003)
- Helmut Damerius (1905–1985), Autor, Kommunist und Antifaschist
- Erich Mielke (1907–2000), Minister für Staatssicherheit der DDR[15]
- Hardy Krüger (1928–2022), Schauspieler
- Martin Buchholz (* 1942), Kabarettist, Journalist und Autor
- Manuela (1943–2001), Schlagersängerin
- Roland Kaiser (* 1952), Schlagersänger
- Martina Hill (* 1974), Schauspielerin
- Heiko Herberg (* 1987), deutscher Politiker